# Paranthura senecio
Paranthura senecio is een pissebed uit de familie Paranthuridae. De wetenschappelijke naam van de soort is voor het eerst geldig gepubliceerd in 1984 door Gary C.B. Poore.